# 51è Festival Internacional de Cinema de Berlín
El 51è Festival Internacional de Cinema de Berlín va tenir lloc entre el 7 i el 18 de febrer de 2001. El festival va obrir amb el drama bèl·lic Enemy at the Gates de Jean-Jacques Annaud. El festival va tancar amb la versió restaurada en 70 mm de la pel·lícula de Stanley Kubrick de 1968 2001: A Space Odyssey. L'Os d'Or fou atorgat a la pel·lícula francobritànica Intimacy dirigida per Patrice Chéreau.
Al festival es va mostrar una retrospectiva dedicada al cineasta i guionista germanoaustríac Fritz Lang.

## Jurat
Les següents persones foren nomenades com a membres del jurat:
- Bill Mechanic (president)
- Jacqueline Bisset
- Diego Galán
- Kyoko Hirano
- Fatih Akın
- Dario Argento
- Xie Fei
- Hector Babenco
- Dominique Blanc

## Pel·lícules en competició
Les següents pel·lícules van competir per l'Os d'Or i per l'Os de Plata:
| Títol original                            | Director(s)          | País                       |
| ----------------------------------------- | -------------------- | -------------------------- |
| Le fate Ignoranti                         | Ferzan Özpetek       | França, Itàlia             |
| Beijing Bicycle (十七岁的单车)            | Wang Xiaoshuai       | R.P. de la Xina, Taiwan    |
| La Ciénaga                                | Lucrecia Martel      | Argentina, França, Espanya |
| Chocolat                                  | Lasse Hallström      | Estats Units, Regne Unit   |
| Félix et Lola                             | Patrice Leconte      | França                     |
| Betelnut Beauty (愛你愛我)                | Lin Cheng-sheng      | Taiwan, França             |
| Finding Forrester                         | Gus Van Sant         | Estats Units               |
| Intimacy                                  | Patrice Chéreau      | Regne Unit, França         |
| Inugami (犬神家の一族)                    | Masato Harada        | Japó                       |
| Bamboozled                                | Spike Lee            | Estats Units               |
| Italiensk for begyndere                   | Lone Scherfig        | Dinamarca, Suècia          |
| Joint Security Area                       | Park Chan-wook       | Corea del Sud              |
| Kuroe                                     | Gō Rijū              | Japó                       |
| Little Senegal                            | Rachid Bouchareb     | Algèria, França, Alemanya  |
| À ma soeur!                               | Catherine Breillat   | Itàlia, França             |
| My Sweet Home                             | Filippos Tsitos      | Grècia, Alemanya           |
| The Claim                                 | Michael Winterbottom | Regne Unit, França, Canadà |
| The Tailor of Panama                      | John Boorman         | Estats Units, Irlanda      |
| Traffic                                   | Steven Soderbergh    | Estats Units               |
| Weiser                                    | Wojciech Marczewski  | Polònia, Suïssa, Alemanya  |
| Wit                                       | Mike Nichols         | Regne Unit, Estats Units   |
| You're the one (una historia de entonces) | José Luis Garci      | Espanya                    |
| Malèna                                    | Giuseppe Tornatore   | Itàlia                     |

## Retrospectiva
Les següents pel·lícules foren mostrades a la retrospectiva:
| Títol original                                                                 | Director(s)       | País             |
| ------------------------------------------------------------------------------ | ----------------- | ---------------- |
| Guerrillers a les Filipines                                                    | Fritz Lang        | Estats Units     |
| Begegnung mit Fritz Lang                                                       | Peter Fleischmann | Alemanya         |
| Més enllà del dubte                                                            | Fritz Lang        | Estats Units     |
| Clash by Night                                                                 | Fritz Lang        | Estats Units     |
| Cloak and Dagger                                                               | Fritz Lang        | Estats Units     |
| Das indische Grabmal                                                           | Fritz Lang        | França, Alemanya |
| Das Testament des Dr. Mabuse                                                   | Fritz Lang        | Alemanya         |
| Das wandernde Bild                                                             | Fritz Lang        | Alemanya         |
| Der müde Tod                                                                   | Fritz Lang        | Alemanya         |
| Der Tiger von Eschnapur                                                        | Fritz Lang        | França, Alemanya |
| Die 1000 Augen des Dr. Mabuse                                                  | Fritz Lang        | França, Alemanya |
| Die Nibelungen: Siegfried                                                      | Fritz Lang        | Alemanya         |
| Die Nibelungen                                                                 | Fritz Lang        | Alemanya         |
| Die Pest in Florenz                                                            | Otto Rippert      | Alemanya         |
| Dr. M                                                                          | Claude Chabrol    | França, Alemanya |
| Dr. Mabuse, der Spieler Part I - Der große Spieler: Ein Bild der Zeit          | Fritz Lang        | Alemanya         |
| Dr. Mabuse, der Spieler Part II - Inferno: Ein Spiel von Menschen unserer Zeit | Fritz Lang        | Alemanya         |
| Frau im Mond                                                                   | Fritz Lang        | Alemanya         |
| Fritz Lang Interviewed by William Friedkin                                     | William Friedkin  | Estats Units     |
| Fury                                                                           | Fritz Lang        | Estats Units     |
| Hangmen Also Die!                                                              | Fritz Lang        | Estats Units     |
| Harakiri                                                                       | Fritz Lang        | Alemanya         |
| Hilde Warren und der Tod                                                       | Joe May           | Alemanya         |
| House by the River                                                             | Fritz Lang        | Estats Units     |
| Desig humà                                                                     | Fritz Lang        | Estats Units     |
| Vier um die Frau                                                               | Fritz Lang        | Alemanya         |
| La bèstia humana                                                               | Jean Renoir       | França           |
| La Chienne                                                                     | Jean Renoir       | França           |
| Le Mépris                                                                      | Jean-Luc Godard   | França, Itàlia   |
| Liliom                                                                         | Fritz Lang        | França           |
| M, un assassí entre nosaltres                                                  | Fritz Lang        | Alemanya         |
| M                                                                              | Joseph Losey      | Estats Units     |
| Man Hunt                                                                       | Fritz Lang        | Estats Units     |
| Menschen untereinander                                                         | Gerhard Lamprecht | Alemanya         |
| Metropolis                                                                     | Fritz Lang        | Alemanya         |
| Ministry of Fear                                                               | Fritz Lang        | Estats Units     |
| Els contrabandistes de Moonfleet                                               | Fritz Lang        | Estats Units     |
| Encobridora                                                                    | Fritz Lang        | Estats Units     |
| Perversitat                                                                    | Fritz Lang        | Estats Units     |
| Secret Beyond the Door                                                         | Fritz Lang        | Estats Units     |
| Spione                                                                         | Fritz Lang        | Alemanya         |
| Els subornats                                                                  | Fritz Lang        | Estats Units     |
| The Blue Gardenia                                                              | Fritz Lang        | Estats Units     |
| La venjança de Frank James                                                     | Fritz Lang        | Estats Units     |
| La dona del quadre                                                             | Fritz Lang        | Estats Units     |
| Umetni Raj                                                                     | Karpo Godina      | Iugoslàvia       |
| Western Union                                                                  | Fritz Lang        | Estats Units     |
| Mentre Nova York dorm                                                          | Fritz Lang        | Estats Units     |
| You and Me                                                                     | Fritz Lang        | Estats Units     |
| Només es viu una vegada                                                        | Fritz Lang        | Estats Units     |
| Zum Beispiel Fritz Lang                                                        | Erwin Leiser      | Alemanya         |

## Premis

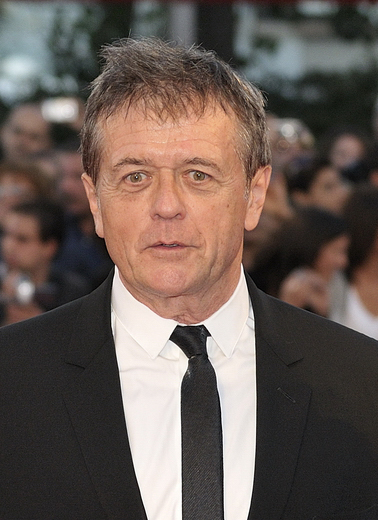
Patrice Chéreau, guanyador de l'Os d'Or al festival

El jurat va atorgar els següents premis:
- Os d'Or: Intimacy de Patrice Chéreau
- Os de Plata - Premi Especial del Jurat: Beijing Bicycle de Wang Xiaoshuai
- Os de Plata a la millor direcció: Lin Cheng-sheng per Betelnut Beauty
- Os de Plata a la millor interpretació femenina: Kerry Fox per Intimacy
- Os de Plata a la millor interpretació masculina: Benicio del Toro per Traffic
- Os de Plata per una contribució artística excepcional: Raúl Pérez Cubero per You're the one (una historia de entonces)
- Premi del Jurat: Lone Scherfig per Italiensk for begyndere
- Premi Alfred Bauer: La Ciénaga de Lucrecia Martel
- Premi Blaue Engel: Intimacy de Patrice Chéreau
- Os d'Or Honorífic: Kirk Douglas
- Berlinale Camera: Kei Kumai
- Premis FIPRESCI
  - Italiensk for begyndere de Lone Scherfig